# 先进天基太阳天文台
先进天基太阳天文台（英語：Advanced Space-based Solar Observatory，简称），又称夸父一号，是中国第一个太阳空间望远镜，由中国科学院国家空间科学中心、中国科学院西安光学精密机械研究所研制，属于空间科学先导专项（二期），并于2022年10月9日成功发射。

## 历史
ASO-S先后得到中国科学院空间科学先导专项预先研究支持（2011 - 2013）、中国科学院空间科学先导专项背景型号阶段支持（2014 - 2016），期间还得到国家基金委面上基金、国家重大科研仪器专项、以及财政部天文专项的支持。ASO-S已经纳入中科院空间科学先导专项（二期）科学卫星工程项目。2017年上半年ASO-S完成立项综合论证，后经历18个月的方案设计阶段、20个月的工程初样阶段和18个月的工程正样阶段，于2021年底完成工程研制任务。2022年10月9日07时43分，长征二号丁运载火箭成功将探测器发射升空。

## 科学目标
观测和研究太阳磁场与太阳上两类最剧烈的爆发现象—耀斑爆发和日冕物质抛射的起源及三者之间可能存在的因果关系，揭示太阳磁场演变导致太阳耀斑爆发和日冕物质抛射的内在物理机制，为空间天气提供预报的物理基础。

## 仪器
仪器主要研制单位为中国科学院西安光学精密机械研究所。
- 全日面矢量磁像仪（英語：Full-disc vector MagnetoGraph，简称）：观测太阳光球矢量磁场
- 太阳硬X射线成像仪（英語：Hard X-ray Imager，简称）：观测太阳耀斑非热物理过程
- 莱曼阿尔法太阳望远镜（英語：Lyman-alpha Solar Telescope，简称）：观测日冕物质抛射的形成和早期演化[13]